# 格雷戈里嶺
格雷戈里嶺（英語：Gregory Ridge），是南極洲的山嶺，位於阿蒙森海岸，屬於毛德王后山脈的一部分，美國地質調查局根據測量和該國海軍的空中照片繪入地圖，現時由南極條約體系管理。
86°3′S 157°46′W / 86.050°S 157.767°W